# ガルトネル開墾条約事件
ガルトネル開墾条約事件（ガルトネルかいこんじょうやくじけん）あるいはガルトネル事件（ガルトネルじけん）は、日本の幕末から明治時代最初期にかけ、函館（当時、箱館）における開墾地租借契約をめぐりプロイセン貿易商との間で発生した外交事件である。

## 概略
プロイセンの貿易商ライノルト・ガルトネルは、クニフラー商会横浜支店から同商会箱館代理店店長兼駐箱館プロイセン副領事となった弟コンラートの助力により、箱館近郊の開墾を計画した。慶応3年（1867年）箱館に近い七重村に、箱館奉行杉浦勝誠から1500坪の開拓許可を得て開墾に向けた準備を開始した。翌慶応4年（1868年）に江戸幕府が瓦解し、この計画はいったん白紙に戻された。箱館奉行所の業務は、明治新政府が4月に設けた箱館府（設置時は箱館裁判所と呼称）が引き継ぎ、公家出身の清水谷公考が府知事に就いた。箱館府民政方判事の井上石見はガルトネルと面会し、蝦夷地の開拓推進のために彼の計画に同意し、7月ごろより七重村御薬園地の周辺の開墾が始まった。
そのさなかに箱館戦争がはじまり、榎本武揚が率いる蝦夷島政府が10月末に箱館を占領し、箱館府の役人は青森に退却した。ガルトネルは蝦夷島政府と交渉し、引き続き同様の開墾を行う同意を得、明治2年2月19日（グレゴリオ暦1869年3月31日）に「蝦夷地七重村開墾条約書」を締結した。その内容は、七重村およびその近傍の約300万坪を99年間租借することや、有志を選びヨーロッパ農法を教授することなどであった。しかしながら事態は大きく変転し、5月11日には明治新政府軍が箱館を攻撃し、わずか1週間後の18日には榎本の降伏により蝦夷島政府は倒れた。その翌日である5月19日に、再び箱館府が設置されると、ガルトネルはさっそく箱館府と交渉し、約1か月後の6月16日には「地所開拓之為蝦夷政府アル・ガルトネル氏の約定」および「蝦夷島開拓人員之掟則」を早々に締結した。なお、この約定には契約期限が示されていなかった。この約定により、七重村村民は自らの農地をガルトネルに横取りされるような形となってしまい、周辺住民との間には土地境界や契約を巡るトラブルが頻発し、箱館府への陳情もたびたび行われたが、混乱期でもあり省みられることがなかった。
明治2年7月8日、明治新政府により蝦夷地及び樺太の開拓を掌る開拓使が設置された。9月には蝦夷地は「北海道」に、箱館は「函館」にそれぞれ改称され（ただし後者については、『函館市史』等において異論も主張されている）、旧箱館府は「開拓使出張所」と改称され本格業務も開始された。その中で、開拓使は本件を問題視し、東京の中央政府にもこの開墾条約の存在が知らされた。この契約が定められた居留地外の案件であることや、この土地を足掛かりに蝦夷地が植民地化されるおそれもあることから、外務省は11月に開拓使へガルトネル条約の契約を破棄するよう伝えた。その後、開拓長官となった東久世通禧（前述の清水谷公考と同様に公家出身者であり、実質的には開拓次官となった黒田清隆が中心となった）とガルトネルとの厳しい交渉がおこなわれた結果、明治3年（1870年）11月に62,500両の違約金を支払うことで契約を解消した。取り戻した土地には同月に開拓使により七重開墾場が設けられたが、その本格的な活用は明治6年（1873年）以降のこととなる。
遺された財産目録によると、開墾地にはアルファルファやクローバー等の牧草、リンゴやサクランボ、セイヨウナシなどの果樹や、牛や馬、豚などの家畜がヨーロッパより導入されている。このため、七飯町は「西洋農業発祥の地」と自称している。また目録には、プラウなどの農具や、パン焼き竈、温室建造用のガラスなども記されている。ガルトネルが故国を懐かしんで植えたと言い伝えられているブナの林は現存し、樹齢100年を超えるブナの人工林は珍しいことから、「ガルトネル・ブナ保護林」として林野庁が管理している。
なお、蝦夷地北辺を防備する諸藩に対しても、ガルトネルは土地を担保に武器を提供していたことを示す書簡がドイツで見つかっている。

## 事件にちなむ文学作品
- 富樫倫太郎『箱館売ります―幕末ガルトネル事件異聞』実業之日本社、2004年。ISBN 978-4408534558。